# نلی گیلبرت
نلی گیلبرت (انگلیسی: Nelly Guilbert؛ زادهٔ ۱۲ سپتامبر ۱۹۷۹) بازیکن فوتبال اهل فرانسه است.
وی همچنین در تیم‌های ملی فوتبال France women's national under-18 football team, France women's national under-21 football team، و زنان فرانسه بازی کرده‌است.